# Санатории в Азербайджане
В статье представлены санатории, расположенные на территории Азербайджана.

## В Баку
- Кардиологический санаторий

Санаторий находится в 40 км от столицы, на северном побережье Абшеронского полуострова, в Бильгях. Здесь действует водогрязелечебница, где больные принимают лечение природными целебными грязями и лечебной минеральной йодо-бромной водой.
- Санаторий «Абшерон»

Находится на побережье Абшеронского полуострова, в 35 км от Баку, в курортном посёлке Мардакан и является желудочно-кишечным санаторием. здесь принимаются природные йодо-бромные ванны, а также парафинотерапия и природные лечебные грязи.
- Неврологический саноторий «Гюняшли»

Санаторий так же находится в посёлке Мардакан. Здесь проводятся лечения остаточных заболеваний после воспалительных процессов, а также сосудистых заболеваний центральной нервной системы, заболевания периферической нервной системы и вегетативной нервной системы.
- Санаторий «Ших» (Шихово)

Этот санаторий находится в 10 км от столицы, в посёлке Биби-Эйбат, на берегу Каспийского моря. В 1940 году при разработке нефтяных месторождений здесь, близ поселка Ханлар был открыт новый термальный источник сульфидных вод. Является бальнеологическим курортным санаторием, где проводятся лечения опорно-двигательной системы (артриты и полиартриты, ревматоидный артрит, хроническая миалгия, контрактуры, полиостеоартрозы, деформирующие артрозы, распространённый остеохондроз, анкилозирующие спондилоартриты, спинно-бедренный радикулит, подагрический артрит — мочекислый диатез и др.).
- Санаторий «Мардакан»
- Санаторий «Загульба»
- Санаторий «Яшил Бах» (Зеленый сад)
- Урологический санаторий «Гарангуш» (Ласточка)

Санаторий находится в посёлке Мардакан, на территории площадью 2,4 га. Он функционирует с 1979 года. Здесь проводятся лечения больных с заболеваниями мочеполовой системы. Санаторий отличается питьевой галереей с природной целебной минеральной водой «Галаалты».
- Пансионат «Гянджлик» (Юность)
- Туберкулезный санаторий № 1
- Туберкулезный санаторий № 2

## В других регионах
- Санаторий Гала-алты

Санаторий расположен в 20 км от центра района Шабран (бывший Девечи), в 122 километрах от столицы Азербайджана. Здесь в 1969 году был найден новый источник минеральной воды, где с 1976 года функционирует бальнеологический курорт. Здешнюю воду также называют «НафтСу», что означает нефтесодержащая вода. В конце 80-х- в начале 90-х годов XX века был нанесен урон функционированию санатория. Согласно государственной программе от 6 февраля 2009 года «О развитии курортов Азербайджанской республики в 2009-2018-м годах» подписанная президентом позволили возобновить курорт Галаалты и в рамках этой программы в 2014 году в восстановленном виде он был сдан в эксплуатацию.
- Лечебный санаторий Истису «Фатимеи-Зехра»

Санаторий Истису «Фатимеи-Зехра» расположен в 250 км от Баку и в 13 км от города Масаллы, на побережье реки Виляш. В некоторых местах, на берегу реку пробивается термальный источник, в составе которого есть сероводород, натрий-хлор кальция, гидрокарбонат магния и йод. Санаторий функционирует с 1971 года. Здесь лечат ревматизм, кожные заболевания, радикулиты, простаты, женские заболевания, желудочно-кишечные заболевания и т.д.
- Целебные воды Халтан (Шабран)

- Детский неврологический санаторий (Мингячевир)
- Дуздаг (город Нахчыван)

Соляные пещеры «Дуздаг» находятся в Нахичеванской Автономной Республики на высоте 1173 метров над уровнем моря и на расстоянии 12,2 км от города Нахичевань. Здесь лечат больных с заболеваниями органов дыхания. Лечебница состоит из надземной и подземной частей. Подземная часть находится в горе на глубине 300 метров. С 1982 года здесь действуют очаги исцеления.
- Ленкоранские санатории (город Ленкорань)

Лечебная ванна в Нафталане

В южном городе Ленкорань находится комплекс санаторий, где лечат органы опорно-двигательной системы, болезни периферической нервной системы, артриты, полиартриты, радикулиты, ревматические и ревматоидные полиартриты, воспаление периферийной нервной системы — невриты и т. д.
- «Шяфа» лечебный диагностический центр (Хачмаз)

### Санатории в Нафталане
В регионе Нафталан имеются множество курортных санаториев, которые отличаются лечениями нафталановой нефтью. Нафталан применяется при лечении кожных, урологических, гинекологических болезней. Нафталановая нефть снимает воспалительные процессы, уменьшает боль, улучшает кровообращение, ускоряет обмен веществ.
Нафталан расположен в 45 км от города Гянджа и месторождение было открыто в 1873 году. В 1926 году здесь на месте источника нафталановой нефти был открыт лечебный санаторий. 
- Санаторий «Сехирли (волшебный) Нафталан»
- Санаторий Кяпяз[14]
- Санаторий Чинар
- Санаторий Карабах
- Центр здоровья и отдыха Нафталан